# Вестминстерский договор (1674)

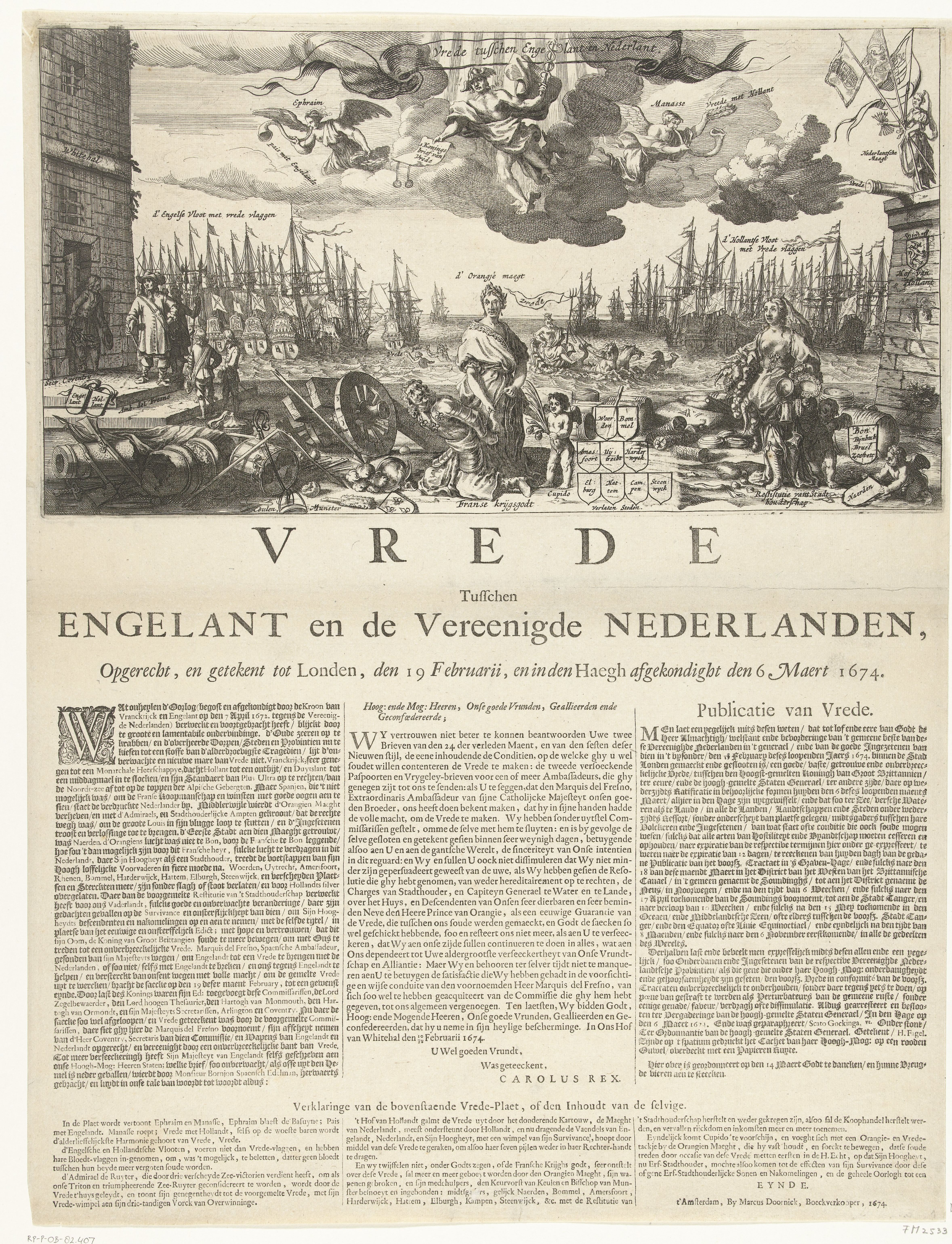
Аллегория Вестминстерского мира с Англией, положившего конец Третьей англо-голландской войне.

Вестминстерский договор 1674 года — мирный договор, который завершил Третью англо-голландскую войну. Подписанный Голландской республикой и Англией, договор предусматривал возврат Новых Нидерландов Англии и возобновление Бредского соглашения 1667 года. Он также предусматривал создание совместной комиссии для регулирования торговли, в частности в Ост-Индии.
Был подписан 9 (19) февраля 1674 года королём Карлом II и ратифицирован Генеральными Штатами 5 марта 1674 года. Англия была вынуждена подписать договор, поскольку парламент воспрепятствовал увеличению военных расходов; кроме того, стало известно о секретном англо-французском пакте, согласно которому Карл обещал Людовику XIV перейти в католичество при первой удобной возможности. Англичане были встревожены неожиданным фактом, что голландцы сумели захватить больше кораблей, а также тем, что Новый Амстердам снова оказался под контролем Голландии в 1673 году.

## Предыстория
В 1672 году Англия и Франция напали на Голландскую республику. Франция оккупировала большую часть республики, но англо-французский флот был сильно повреждён голландским флотом во главе с лейтенант-адмиралом Михилом де Рюйтером. В 1673 году действия Англии на море терпели неудачу или были неэффективными, дорого обходясь при этом казне. Тем временем Франция, союзник Англии в войне, была вынуждена постепенно вывести свои войска с большей части территории Соединённых провинций. Франция пригрозила захватить Испанские Нидерланды, что нанесло бы ущерб английским стратегическим интересам. Война, в значительной степени проект самого Карла, стала непопулярной среди англичан и казалась большинству безнадёжной затеей.
Голландская пропаганда также убедила англичан в том, что война была частью заговора снова сделать их страну католической. Командующий Королевским флотом принц Руперт, набожный протестант, возглавил широкое движение, направленное на разрыв союза с Францией. Предстоящий брак брата короля, герцога Йоркского, с католичкой Марией Моденской вызывал осуждение.  В конце октября Карл запросил у парламента значительный военный бюджет на 1674 год, но не нашёл поддержки. Парламент потребовал гарантий защиты англиканской церкви от папизма, роспуска постоянной армии под командованием герцога Йоркского и смещения профранцузских министров.
Когда ситуация обострилась, Карл по совету французского посланника, но вопреки мнению Тайного совета, приостановил работу парламента. Карл сделал последнюю попытку продолжить войну даже без военного бюджета. Король Франции Людовик XIV пообещал ему увеличить субсидии. Он планировал захватить регулярный «флот сокровищ», прибывавший из голландской Ост-Индии. Карл отстранил своих врагов от должностей и попытался уменьшить опасения, подтвердив антикатолические меры и опубликовав многие из своих секретных договоров с Францией, но парламент, к его ужасу, стал более враждебным. Некоторые призывали Вильгельма III Оранского, штатгальтера Голландии и внука Карла I, стать королём, если Карл умрёт, отстранив герцога Йоркского. Это не стало сюрпризом для Вильгельма, который имел тайные отношения со многими английскими политиками. У Вильгельма были агенты, работавшие на него в Англии, такие как его секретарь ван Реде. Испания поддержала его, угрожая объявить Англии войну, одновременно подкупая парламентариев. Генеральные штаты открыто поддержали проголландскую мирную партию лорда Арлингтона, сделав мирное предложение в октябре и регулярно распространяя в Англии манифесты и декларации, объясняющие официальную позицию и политику Нидерландов. В 1672 году Англия и Франция договорились никогда не заключать сепаратный мир, но теперь Штаты сообщили Карлу, что им известно о недавно полученном мирном предложении от Людовика.
В конце декабря генерал Франсуа Анри де Монморанси Люксембург вывел большую часть французской оккупационной армии из Маастрихта в Намюр, и Карл полностью потерял веру и решил отказаться от всего этого дела.

## Переговоры
Карл чувствовал, что продолжение союза с Францией стало серьёзной угрозой для его личного положения, и ожидал, что парламент больше не будет финансировать войну. Он сообщил французскому послу Шарлю Кольберу, что, к его сожалению, ему пришлось прекратить военные действия Англии. Он сообщил голландцам через испанского консула в Лондоне маркиза дель Фресно, что поскольку главная цель войны для него — сделать своего благородного племянника штатгальтером — была достигнута, то он больше не возражает против заключения прочного мира между двумя протестантскими братскими народами, при условии выплаты незначительной «контрибуции». Поначалу Штаты Голландии не были склонны удовлетворить требования Карла. Поскольку Англия ничего не добилась в войне, по их мнению, она не имела права на вознаграждение. Многие члены Штатов хотели испытать личное удовлетворение от мысли, что британцы будут продолжать страдать. Однако штатгальтер Вильгельм III Оранский убедил их, что есть некоторый шанс в конечном итоге вовлечь Карла в войну против Франции, что должно было иметь приоритет над мелкими соображениями возмездия, недостойными их высокого положения. Более того, Испания ещё не объявила войну Франции и была готова сделать это только в том случае, если Англия заключит мир, потому что опасалась нападений Англии на свои американские колонии.
4 января 1674 г. Генеральные штаты Нидерландов подготовили окончательное мирное предложение. 7 января в Харвич прибыл голландский посланник и привёз с собой два письма для испанского консула. Хотя посланник был немедленно арестован мэром города, письма были отправлены лорду Арлингтону, который поспешно доставил их лично дель Фресно. Арлингтон, в свою очередь, 15 января подвергся импичменту за государственную измену, поскольку сам этот акт показал, что он имел тайные связи с врагом. 24 января консул передал письма с мирным предложением Карлу, который сделал вид, что сильно удивлён. Это притворство было несколько раскрыто тем фактом, что он по этому случаю в тот же день специально созвал парламент, приостановленный им в ноябре. Обращаясь к обеим палатам, Карл сначала категорически отрицал существование каких-либо секретных положений Дуврского договора, а затем представил мирное предложение к большому удовлетворению членов парламента, которые, в свою очередь, вынуждены были сделать вид, что удивлены, хотя парламент был проинформирован голландцами о его полном содержании. После нескольких дней дебатов договор был одобрен парламентом.
Новость была встречена населением с явной радостью. Карл отправил в Голландию своего собственного посланника, который 1 февраля был принят Генеральными штатами. В своем послании Карл заявил об абсолютном согласии своём и парламента по этому вопросу. 5 февраля в Лондон прибыл голландский посланник с ответом Генеральных штатов. В тот же день парламент посоветовал королю заключить «скорейший мир». Для составления окончательного текста документа была назначена Королевская комиссия. Вестминстерский мирный договор был подписан королём 9 февраля 1674 года по старому стилю (19 февраля по новому стилю). Он был ратифицирован лордом-хранителем 10 февраля проставлением Великой печати. 17 февраля в 10:00 об этом было публично объявлено в Уайтхолле. Он был одобрен Штатами Голландии и Западной Фрисландии 4 марта (по новому стилю) и ратифицирован Генеральными штатами 5 марта. Договор был провозглашён в Гааге 6 марта. Различные календари, используемые в двух странах, и сложная процедура не позволяют согласовать единую дату в литературе.

## Положения
Большинство условий подписания мира, выдвинутых Англией по Хесвейкскому соглашению в 1672 году, были отклонены, но голландцы обязались выплатить 2 миллиона гульденов (от изначально запрашиваемой суммы в 10 миллионов) в течение трёх лет (в основном, чтобы компенсировать потерю французских субсидий) и снова подтвердили английское право на салютование, Dominium Marium, с того момента расширенное на воды от Бискайского залива до побережья Норвегии. Было также оговорено условие, что голландским рыболовным судам не будет чиниться никаких препятствий согласно этому праву.
Условия соглашений от 1668 года, регулирующих торговлю и мореплавание, были повторно подтверждены. В течение трех месяцев должна была собраться англо-голландская комиссия для разрешения торговых конфликтов, касающихся Ост-Индии. В отношении территориальных споров договор был типичным соглашением status quo ante. Это означало, что Новые Нидерланды, отвоёванные Корнелисом Эвертсеном-младшим в 1673 году, должны быть возвращены под управление Англии, взамен на то, что Суринам, захваченный голландцами в 1667 году, остаётся их колонией, восстанавливая таким образом статус-кво на 1667 год. Эти противоречия не были сняты при заключении мира в Бреде, основанном на принципе uti possidetis. Также Голландии возвращались острова Тобаго, Саба, Синт-Эстатиус и Тортола, захваченные англичанами в 1672 году.

## Выполнение
Поскольку весть не могла достичь сразу всех уголков мира, были определены различные даты прекращения боевых действий. От Английской банки, то есть юго-западного края континентального шельфа до побережья Норвегии, бои прекращались до 8 марта; на юг до Танжера — до 7 апреля; далее до экватора — до 5 мая, и во всех остальных частях света — до 24 октября 1674 года.
В конце концов Вильгельм вынудит Карла засчитать «компенсацию» долгов, которые он был должен дому Оранских, который в военном отношении поддерживал его отца, Карла I, во время Английской революции, и поэтому Карл II в итоге получил очень мало.